# Щепкинское сельское поселение
Ще́пкинское се́льское поселе́ние — муниципальное образование в Аксайском районе Ростовской области.
Административный центр поселения — посёлок Октябрьский.

## География
В состав Щепкинского сельского поселения входят близлежащие поселки: Октябрьский, Возрожденный, Красный, Огородный, Щепкин, Темерницкий, Верхнетемерницкий, Элитный и хутора : Нижнетемерницкий, Забуденовский.
Поселок Октябрьский находится в тридцати километрах от города Ростова-на-Дону и связан с ним асфальтированной дорогой. Территория поселка расположена на Приазовской равнине, занимающей узкую полоску между Донецким кряжем на севере и Азовским морем и низовьем Дона на юге. Рельеф территории поселка «Октябрьский» представляет собой водораздел между реками Дон и Тузлов. Поверхность землепользования поселка представляет собой широковолнистую степную равнину, расчлененную многочисленными балками.

## История
Постановлением Правительства Российской Федерации от 10.04.2008 года № 256 присвоены наименования трём вновь образованным населённым пунктам: пос. Верхнетемерницкий, пос. Темерницкий, х. Нижнетемерницкий и с этого дня в состав поселения входит 10 насёленных пунктов.
До 1928 года на территории поселка Октябрьский была целина. В пяти километрах на запад располагался хутор Щепкин, в трех километрах — хутор Красный. В  1928 году в поселке «Октябрьский» была организована коммуна «Красный партизан». Коммунары занимались выращиванием чистокровных фондовских лошадей для Северо-Кавказского военного округа и также снабжали конницу кормами. Шефом коммуны был К. Е. Ворошилов. В 1930-х годах в состав переселенцев влилось пополнение из Сальских степей и Северного Кавказа. В селе были построены деревянный двухэтажный дом, детские ясли, начальная школа. Дети учились в селе Большой Лог. В 1933 году была построена баня, но пользоваться ею не пришлось, поскольку не хватало жилой площади, и её использовали под жилье. Первым председателем коммуны был П. Ф. Редкозубов.
В 1930 году в селе появился первый трактор, а в уборочную 1933 года сюда прислали комбайн из МТС.
На хуторе Юдино в бывшем господском доме был коммунарский дом отдыха. Когда в хуторе Ворошилова организовали ясли-сад, то все необходимое привезли из дома отдыха, который было решено закрыть. Каждая семья для личного подсобного хозяйства от коммуны получила теленка, несколько овец, поросенка и птицу. В 1938 году в колхозе появилось электричество, радио, стали демонстрировать кинофильмы. В 1940 году в колхозе была организована женская тракторная бригада.
Хутор дважды встречал войну, в ноябре 1941 года и в июле 1942 года. Ворошиловцы покидали свои дома, угоняя скот. Первая оккупация длилась недолго. В 20-х числах ноября хутор Ворошилов был освобожден. Часть хуторян вернулась домой. Летом 1942 года через хутор шли отступавшие красноармейцы. На южный участок противник дополнительно перебросил 28 дивизий. Противник насчитывал около 900 тысяч солдат и офицеров, 1200 таков, свыше 17 тысяч орудий и миномётов, 1640 боевых самолётов. Наши войска уступали противнику в живой силе и технике в полтора раза.
Летом 1942 года женщин хутора подключили к работам по строительству оборонительных укреплений. Вдоль правого берега реки Тузлов рыли окопы и противотанковый ров, протягивали минные поля, строили доты и дзоты. Со стороны Таганрога налетали немецкие самолёты, бомбили и обстреливали из пулемётов. На хутор было сброшено 240 немецких бомб. Самолёты разбомбили молочно-товарные фермы, конюшню, кладбище. Бомбы сбрасывались с высоты сто пятьдесят метров, прицельно. 26 жителей хутора Ворошилова, в основном детей, фашисты расстреляли или зверски замучили в дни оккупации. Их имена вместе с другими односельчанами-фронтовиками ныне выбиты на мраморных плитах памятника, установленного в парке поселка.
Для разминирования оставшихся от немцев боеприпасов в хуторе были организованы курсы сапером. Шестнадцатилетние подростки составляли основной состав поисково-взрывных групп.
После войны в колхозе осталась одна корова, 12 лошадей, 11 телят, 18 овец. В 1953 году в хуторе был развит парк, а со следующего года в Ростовской области началось освоение целинных земель. С 1 марта 1962 года на базе колхоза был создан совхоз имени Карла Маркса. В нём производили молоко для снабжения населения области. В 1970 году совхоз объединили в Новочеркасским сельскохозяйственным техникумом с целью подготовки специалистов сельского хозяйства. Поля и фермы совхоза-техникума «Октябрьский» стали  аудиториями и лабораториями. 26 мая 1978 года совхоз был разукрупнен, выделен совхоз «Щепкинский», позже превратившийся в поселок Щепкин, административно вошедший в Октябрьскую сельскую администрацию (ныне Щепкинское сельское поселение).

## Экономика
На территории Щепкинского сельского поселения работаю 3 крупных сельскохозяйственных предприятий: СХПК «Заря» (руководитель Руденко И. В.), ООО «Октябрьское» (руководитель Бесчастный В. В.) и ООО «Аграрное» (руководитель Пономарев В. А.).
В 2008 году в поселке Верхнетемерницкий был открыт торговый комплекс «Ашан» на 500 рабочих мест. Готовится к открытию торгового комплекса «Леруа Мерлен» на 500 рабочих мест.

## Административное устройство
В состав Щепкинского сельского поселения входят:
- посёлок Октябрьский
- посёлок Возрождённый
- хутор Забудёновский
- посёлок Красный
- посёлок Огородный
- посёлок Щепкин
- посёлок Элитный
- посёлок Верхнетемерницкий
- посёлок Темерницкий
- хутор Нижнетемерницкий

## Население
| 2010    | 2012    | 2013    | 2014    | 2015  | 2016  | 2017    |
| ------- | ------- | ------- | ------- | ----- | ----- | ------- |
| 7090    | ↗7211   | ↗7461   | ↗7756   | ↗8560 | ↗9517 | ↗10 448 |
| 2018    | 2019    | 2020    | 2021    |       |       |         |
| ↗11 002 | ↗11 836 | ↗13 036 | ↗16 580 |       |       |         |